# キングダム (プロレス団体)
キングダムは、かつて存在した日本のプロレス団体。

## 特徴
プロレス団体としては初めてオープンフィンガーグローブ着用による顔面パンチとマウントパンチを認めている。これはUFCの登場で人気と注目を集めていたバーリトゥードの影響を強く受けたものである。

## 歴史
1997年1月、UWFインターナショナルで取締役を務めていた鈴木健が設立。元Uインターの安生洋二、佐野友飛、垣原賢人、金原弘光、高山善廣、桜庭和志、山本健一、松井駿介、上山龍紀が入団、高田延彦は入団せずエキシビションマッチでの登場、テレビ放送の解説としてサポートするにとどまった。なお、高田が入団しなかったのはヒクソン・グレイシーとの対戦の準備（一説にはマイク・タイソンとの対戦の交渉）に専念、元Uインター所属選手で再出発することに疑問、運営にタッチすることに懲りたことを理由に挙げている。5月4日、国立代々木競技場第2体育館で旗揚げ戦を開催。
1998年2月26日、記者会見で鈴木が全所属選手の契約解除、事務所と道場の閉鎖を発表。
1999年、「キングダム」の名称は練習生だった入江秀忠が受け継いで格闘技団体「キングダムエルガイツ」を設立している。

## 大会一覧
| 大会名                | 日付           | 会場                       | 開催地           |
| --------------------- | -------------- | -------------------------- | ---------------- |
| BARTH Step1           | 1997年5月4日   | 国立代々木競技場第二体育館 | 東京都渋谷区     |
| BARTH Step2           | 1997年6月20日  | 国立代々木競技場第二体育館 | 東京都渋谷区     |
| BARTH Step3           | 1997年7月29日  | 国立代々木競技場第二体育館 | 東京都渋谷区     |
| BARTH TOUR'97         | 1997年8月22日  | 新潟市体育館               | 新潟県新潟市     |
| PRELUDE FOR THE WORLD | 1997年9月3日   | 後楽園ホール               | 東京都文京区     |
| BARTH TOUR'97         | 1997年9月20日  | ビーコンプラザ             | 大分県別府市     |
| 新世界 NEW WORLD      | 1997年11月3日  | 後楽園ホール               | 東京都文京区     |
| BARTH TOUR'97         | 1997年11月15日 | 函館市民体育館             | 北海道函館市     |
| BARTH TOUR'97         | 1997年11月19日 | 札幌中島スポーツセンター   | 北海道札幌市     |
| BARTH TOUR'97         | 1997年12月2日  | 博多スターレーン           | 福岡県福岡市     |
| BARTH TOUR'97         | 1997年12月8日  | 鹿児島アリーナ             | 鹿児島県鹿児島市 |
| AMBITION              | 1997年12月14日 | 国立代々木競技場第二体育館 | 東京都渋谷区     |
| RV-G                  | 1998年1月28日  | 後楽園ホール               | 東京都文京区     |
| EXTENSION             | 1998年3月20日  | 横浜文化体育館             | 神奈川県横浜市   |
| RE-BARTH              | 1998年10月13日 | 北沢タウンホール           | 東京都世田谷区   |